# Уралвнешторгбанк

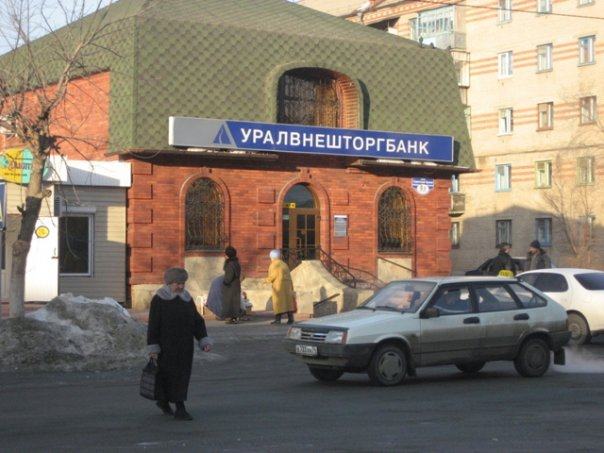
Отделение Уралвнешторгбанка в Южноуральске

ОАО «Уралвнешторгбанк» — крупный региональный банк, один из старейших российских коммерческих банков. Был создан в 1991 году (дата регистрации 17.07.1991); имел генеральную лицензию ЦБ РФ № 1522. Банк оказывал полный спектр банковских услуг — как на розничном рынке, так и для бизнеса различного масштаба.
По финансовым показателям Уралвнешторгбанк являлся одним из крупнейших региональных банков России. В рейтинге «Крупнейшие банки России в I полугодии 2006 года» Уралвнешторгбанк по чистым активам занял 68-е место в России (РИА «РосБизнесКонсалтинг»).

## История

### Слияние с Сибакадембанком
17 мая 2006 года на совместном заседании Совет директоров ОАО «Сибакадембанк» и Наблюдательный совет ОАО «Уралвнешторгбанк» приняли решение об объединении двух финансовых учреждений.
4 сентября 2006 года состоялось общее собрание акционеров ОАО «Уралвнешторгбанк», а 30 сентября — собрание акционеров ОАО «Сибакадембанк», на которых акционерами обоих банков принято решение о реорганизации путём присоединения ОАО «Уралвнешторгбанк» к ОАО «Сибакадембанк». А также утверждено новое название объединенного банка.
21 сентября 2006 года в пресс-центре ИАА «Интерфакс» в Москве состоялась презентация бренда объединенного банка — «УРСА Банк» (URSA Bank) и его девиза: «Быть лучшим, чтобы оставаться любимым».
22 декабря 2006 года УФНС по Новосибирской области официально зарегистрировал появление нового российского банковского бренда «УРСА Банк». Генеральная лицензия ЦБ РФ на осуществление банковских операций № 323. Головной офис «УРСА Банка» располагается в Новосибирске. В Новосибирске и Екатеринбурге также работают территориальные Сибирский и Уральский банки, в функциональность которых включено оперативное управление бизнес-процессами, в том числе принятие решений по кредитованию предприятий, и управление региональной сетью.